# Filotheou

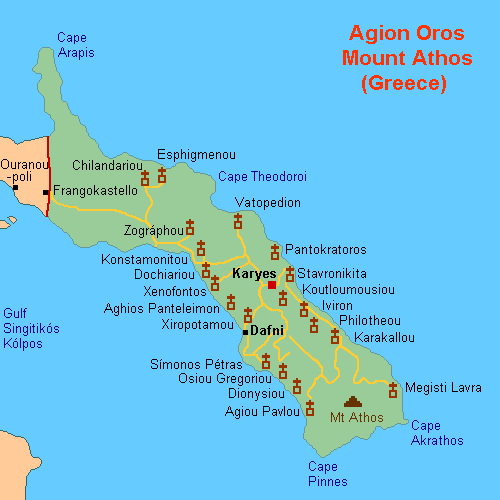

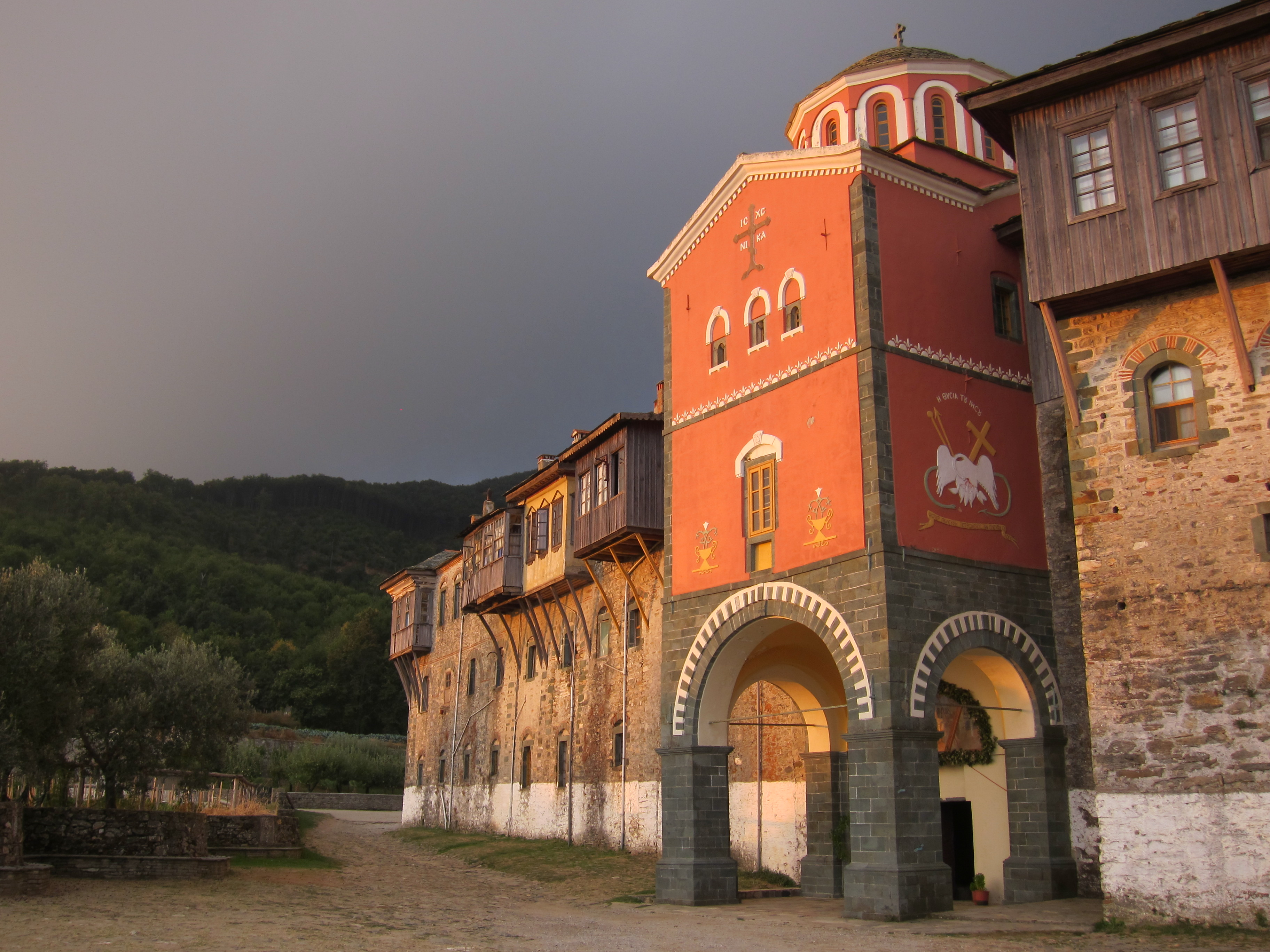
Eingang des Klosters Philotheou

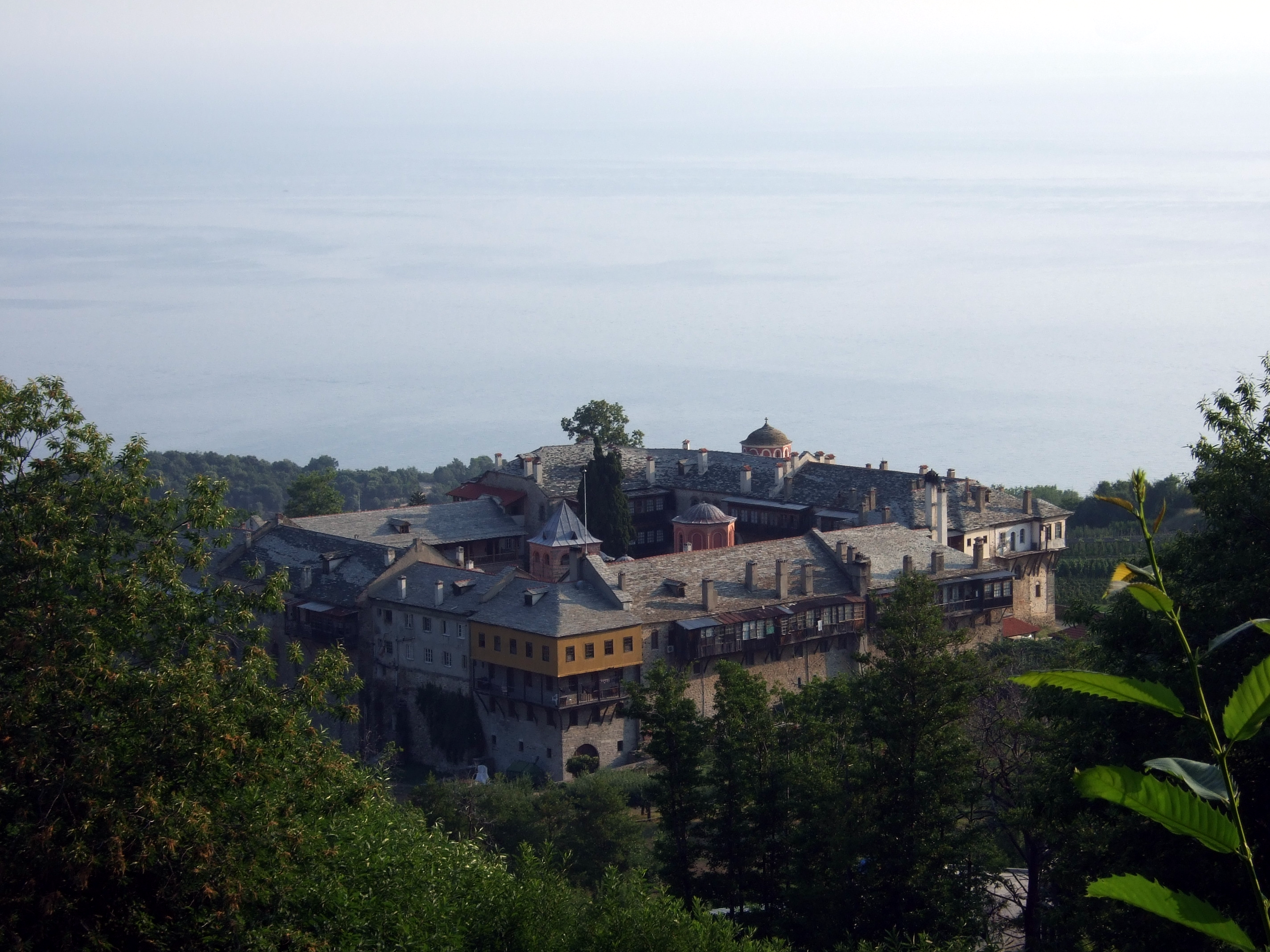
Das Kloster Philotheou

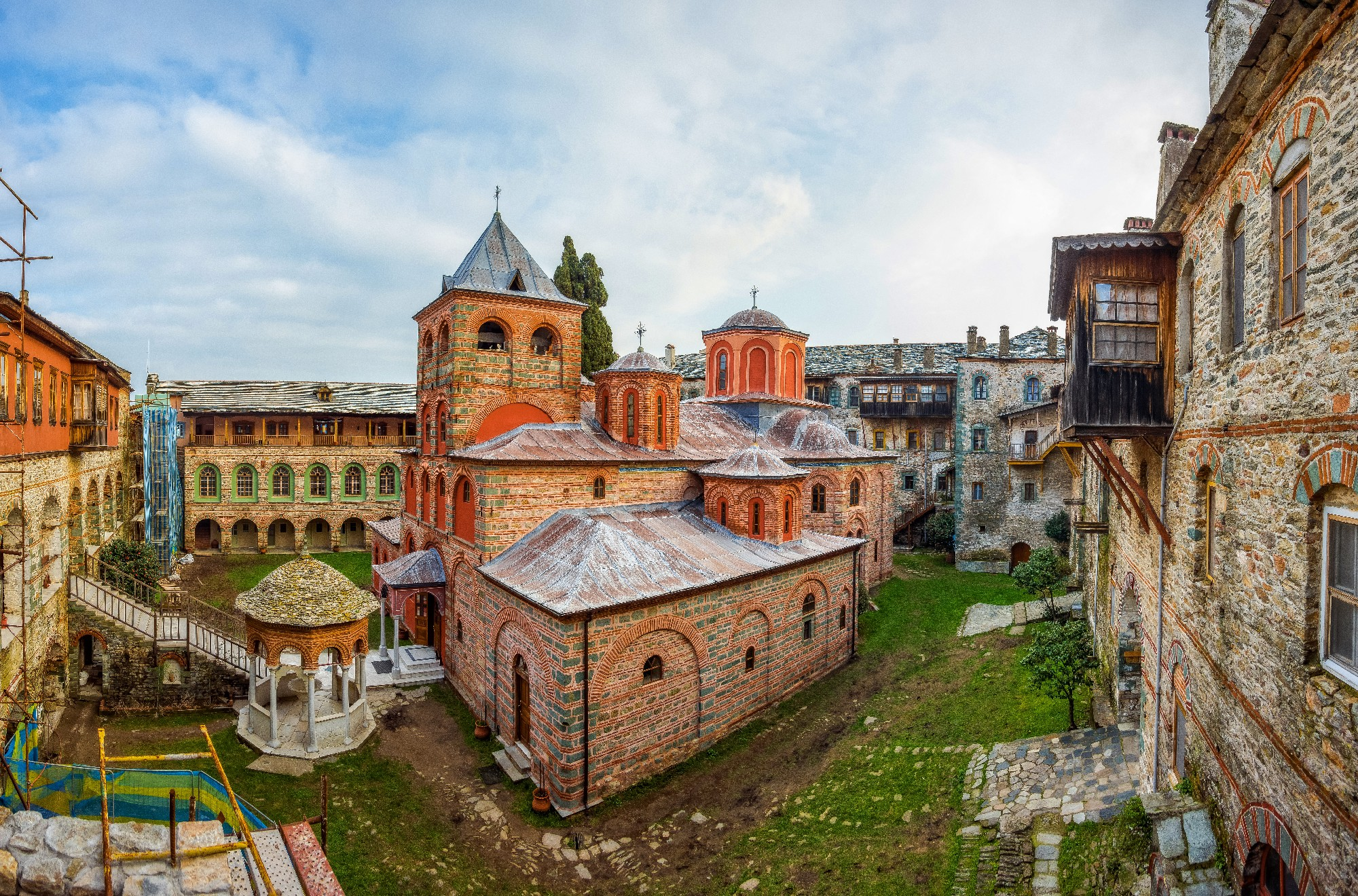
Kloster Philotheou – Blick auf das Katholikon

Das Kloster Philotheou oder Filotheou (griechisch Μονή Φιλοθέου) ist eines der zwanzig orthodoxen Klöster auf dem Berg Athos. Es befindet sich an der Nordostseite der Halbinsel Athos in der Nachbarschaft des Klosters Karakallou. In der hierarchischen Rangfolge der Athos-Klöster nimmt das Kloster Filotheou Platz 12 ein.
Hauptfesttag des Klosters ist der 25. März (Mariae Verkündigung).

## Geschichte
Der Überlieferung nach wurde das Kloster im 10. Jahrhundert von den Mönchen Philotheos, Arsenios und Dionysios erbaut, indem sie ein bereits bestehendes Kellion erweiterten. Der erste tatsächliche Beleg für die Existenz des Klosters und seinen Namen stammt jedoch aus dem Jahr 1015: in einer Urkunde des athonitischen Protos Nikephoros wird ein gewisser Georg erwähnt, „Mönch und Hegumen von Philotheou“.
Hochrangige Personen gehörten zu den Gönnern des Klosters, so die byzantinischen Kaiser Nikephoros III. Botaneiates, Andronikos II., Andronikos III. und Johannes V. Weiterhin der serbische König Stephan Duschan und die Könige von Kachetien Levan I. und Alexander II., die 1542 Renovierungen und den Bau des Refektoriums finanzierten.
1954 trat der Heilige Paisios vom Berg Athos dem Kloster Filotheou bei, wo ein Onkel von ihm ebenfalls Mönch war. Zu dieser Zeit war das Kloster noch eine idiorhythmische Gemeinschaft. 1957 erhielt er im Kloster Filotheou das Kleine Schema und den Namen Paisios. 1958 verließ er den Berg Athos.

## Ausstattung, Reliquien, Bibliothek
Das Katholikon wurde 1746 über den Resten des Vorgängerbaus errichtet, das Schiff, der Narthex (Lite) und das Atrium wurden 1765 mit Fresken ausgemalt, der Marmorfußboden und die Ikonostase stammen aus dem 19. Jahrhundert.
Im Katholikon befindet sich die wundertätige Ikone der Gottesmutter Glykophilusa oder Glykophilousa (griechisch: Γλυκοφιλουσα, „die Zärtliche“, „die süß Küssende“), die, der Legende nach, aus der Zeit vor dem Bilderstreit stammen soll:

„Die Ikone der Glykophilusa […] soll einer frommen Patrizierin namens Viktoria gehört haben, die zur Zeit des Bilderstreits in Konstantinopel lebte, als Kaiser Leon III. solche Gnadenbilder zerstören ließ. Anstelle die Ikone ihrem ikonoklastischen Ehemann Symeon auszuhändigen, soll Viktoria sie auf göttliches Geheiß ins Meer geworfen haben. Als die Ikone an die Küste des Berges Athos gelangte, fand sie der Abt des Philotheou-Klosters. An jener Stelle, an der das Bildnis an den Strand des Heiligen Berges gelangte, tat sich eine Quelle auf, deren Heilwasser jahrhundertelang kinderlosen Frauen und Gelähmten geholfen haben soll.“

Zu den herausragenden Reliquien zählen eine Kreuzesreliquie und die rechte Hand des Johannes Chrysostomus, die 1284 von Kaiser Andronikos II. dem Kloster gestiftet wurde.
Die Bibliothek im Ostflügel des Klosters enthält 250 Manuskripte (davon 54 auf Pergament) und ca. 20.000 Drucke (davon 500 in Russisch und Rumänisch).